# کاترپیلار ۷۹۷بی
کاترپیلار ۷۹۷بی (Caterpillar ۷۹۷B) خودرویی است که در سال‌های Spring ۲۰۰۲ تا December ۲۰۰۹در آمریکای شمالی تولید شده‌است. طراحی آن توزیع نیروی پیشران بوده است.